# الدفاع الساحلي في الولايات المتحدة
شكّل الدفاع الساحلي (بالانجليزية: Seacoast defense) مصدر قلق كبير للولايات المتحدة منذ استقلالها حتى الحرب العالمية الثانية. قبل الطيران العسكري، كان بإمكان العديد من أعداء أمريكا الوصول إليها فقط عن طريق البحر، ما جعل الحصون الساحلية بديلًا اقتصاديًا للجيوش الدائمة أو لقوات البحرية الكبيرة. بعد الأربعينيات من القرن الماضي، تم الاعتراف بأن الحصون الثابتة قد بددها الزمن وأصبحت غير فعالة ضد الطائرات والصواريخ. ومع ذلك، كانت الأساطيل الأجنبية في العصور السابقة تشكل تهديدًا حقيقيًا إذ تم بناء الحصون الكبيرة في المواقع الرئيسية بهدف حماية الموانئ الرئيسية.
اعتمدت الدفاعات بشكل كبير على تلك الحصون، لكنها تضمنت أيضًا حقول ألغام للغواصات وأسلاك وحواجز وسفن وطائرات. لذلك، شاركت جميع القوات المسلحة في الدفاع عن الساحل البحري، لكن فيلق المهندسين التابع للجيش الأمريكي لعب الدور المركزي الأهم في بناء دفاعات ثابتة.
تطورت التصاميم بحكم التغييرات التي طرأت في مجال التكنولوجيا المتاحة لكل من القوات المهاجِمة والمدافعين. تم تحديد تطور نظام الدفاع الساحلي الأمريكي بشكل عام من بين العديد من «الأنظمة» التي تم وضعها عن طريق الأساليب المستخدمة، وبشكل أكبر عن طريق الأحداث أو الاتجاهات التي حفزت بشكل دوري التمويل والبناء الجديدين. تم تصنيف الحصون الأولية بحسب النظامين الأول والثاني من قِبَل مؤرخين لاحقين إلى أن تم الإعلان عنها رسميًا في تقرير عام 1851 من قِبَل كبير المهندسين جوزيف توتن، الذي يُعتبر من أشهر مهندسي الحصون وأكثرهم إنتاجًا في التاريخ الأمريكي.

## الحرب الأهلية
مرةً أخرى، أثرت التغييرات في التصميم التكنولوجي؛ إذ أن الذخائر ذات السرعة العالية من المدافع البندقية الجديدة تمكنت من سحق جدران البناء لحصون النظام الثالث. تم إلحاق أضرار جسيمة بالحصون على ساحل المحيط الأطلسي خلال الحرب الأهلية. على سبيل المثال، تم قصف حصن سمتر في كارولاينا الجنوبية لإخصاعه للاستسلام عن طريق بطاريات المدفعيات التابعة لجيش الولايات الكونفدرالية في عام 1861 وتحويلها إلى أنقاض أثناء كفاح جيش الاتحاد لاستعادتها. في عام 1862، خضع حصن بولاسكي في جورجيا للاستسلام بعد 30 ساعة فقط من القصف بالقنابل التي كانت معظمها من بنادق باروت شديدة العيار.
تم إطلاق العديد من المدافع الأكبر حجمًا (32 مدقة الهاون وما فوق) وتجهيزها بأربطة مقعدية لدعم شحنات المسحوق الأكبر وتوسيع نطاقها الفعال خلال الحرب الأهلية. يُشار إلى هذه العملية باسم «النطاقات والقذائف».
خلال الحرب الأهلية، علم ضباط البحرية أن سفنهم البخارية والمدرعة يمكن أن تمر عبر حصون النظام الثالث التي يسيطر عليها جيش الولايات الكونفدرالية مع خسائر مقبولة مثل خليج موبايل.
تطلبت الحاجة الملحة للحرب بناء حصون أقوى أو وضع تحسينات جديدة بسرعة وبتكلفة منخفضة. تم الانتهاء من حصون النظام الثالث المكتملة جزئيًا، لكن البناء الجديد كان في الغالب عبارة عن أبنية ترابية تم تجديدها باستخدام الخشب. غالبًا ما تم بناء المواقع الأرضية بالقرب من حصن النظام الثالث بهدف دعم قوته النارية، لكنها غالبًا ما كانت تحصينات قائمة بحد ذاتها. في بعض الحالات، كان يتم نقل أحد المدافع من الحصون إلى مخابئ الأبنية الترابية إذ كانت محمية بشكل أفضل. يعد حصن خليج سان فرانسيسكو مثالًا جيدًا على ذلك حيث تم استبدال حصن النظام الثالث النموذجي عند مصب الخليج بأبنية ترابية متفرقة بالإضافة إلى حصون بجدران قصيرة قريبة من جزر ألكتراز وأنجل ومارين هيدلاندز وحصن ماسون. بعد الحرب، انتهى العمل في بناء الحصون في عام 1867 بترك العديد منها بشكل غير مكتمل.

### حقول الألغام
استخدم روبرت فولتون مصطلح «طوربيد» لوصف عبوة ناسفة تحت الماء في عام 1805. جرّب صموئيل كولت إطلاق النيران الكهربائية من الطوربيد. خلال الحرب الأهلية، أصبحت هذه الألغام البحرية طريقة دفاعية تكميلية هامة. اعتمد جيش الولايات الكونفدرالية، بدون قوات بحرية كبيرة لحماية موانئها، على الألغام البحرية على نطاق واسع لردع هجمات سفن جيش الاتحاد. تم تطوير الطوربيدات التي أطلقت كهربائيًا، والتي سميت لاحقًا بالألغام، والتحكم فيها من مكمن الألغام على الشاطئ أثناء الحرب الأهلية وبعدها باعتبارها جزءًا من الدفاعات الساحلية.